# Lepidium arbuscula
Lepidium arbuscula är en korsblommig växtart som beskrevs av Wilhelm B. Hillebrand. Lepidium arbuscula ingår i släktet krassingar, och familjen korsblommiga växter. Inga underarter finns listade i Catalogue of Life.